# Punta Prima
Punta Prima este o arie protejată (arie de protecție specială avifaunistică — SPA) din Spania întinsă pe o suprafață de 42 ha, integral pe uscat.

## Localizare
Centrul sitului Punta Prima este situat la coordonatele 38°42′41″N 1°28′31″E / 38.7115°N 1.4754°E.

## Înființare
Situl Punta Prima a fost declarat arie de protecție specială avifaunistică în ianuarie 2019 pentru a proteja 2 specii de animale.

## Biodiversitate
Situată în ecoregiunea mediteraneană, aria protejată nu include niciun habitat protejat.
La baza desemnării sitului se află mai multe specii protejate de  păsări (2): vultur pescar (Pandion haliaetus), Puffinus puffinus mauretanicus.